# Srednja Bistrica
Srednja Bistrica este o localitate din comuna Črenšovci, Slovenia, cu o populație de 407 locuitori.